# Schizochilus bulbinella
Schizochilus bulbinella là một loài thực vật có hoa trong họ Lan. Loài này được (Rchb.f.) Bolus miêu tả khoa học đầu tiên năm 1889.